# Porrhomma boreale
Porrhomma boreale là một loài nhện trong họ Linyphiidae.
Loài này thuộc chi Porrhomma. Porrhomma boreale được Richard C. Banks miêu tả năm 1899.